# Xang
Xang (en les edicions en francès, Tchang Tchong-jen, o simplement Tchang) és un personatge de ficció de còmic de Les aventures de Tintín, la sèrie de còmics creada pel dibuixant belga Hergé. És un noi xinès amic d'en Tintín que apareix per primer cop a El lotus blau, publicada serialitzada a Le Petit Vingtième. Concretament la primera aparició del personatge es va produir el 30 de maig de 1935, al número 22 d'aquesta publicació. És l'únic personatge que s'interpreta a ell mateix, ja que a la vida real Tchang Tchong-Jen era un jove xinès que estudiava belles arts a Brussel·les; Hergé es va posar en contacte amb ell per conèixer una mica més la realitat de la Xina.

## Biografia de ficció
Xang-Xong-Gen, més conegut com a Xang, és de caràcter amable, simpàtic, servicial i amb una gran humanitat. Xang va perdre els pares en el desbordament del riu Yang-Tsè-Kiang; va ser durant aquesta riuada que en Tintín va salvar-lo quan estava a punt d'ofegar-se i es van conèixer.

## El personatge i trajectòria editorial
Apareix a El lotus blau, una de les històries més reals d'Hergé. De fet, la seva aparició va ser clau per dibuixar una de les vinyetes més famoses.
El pare Gosset, lector de Tintín i protector dels estudiants xinesos de la Universitat Catòlica de Lovaina, va contactar amb Hergé per posar-lo al dia dels perjudicis de la societat occidental d'aquell moment cap a la cultura xinesa el va posar en contacte amb un jove xinès que estudiava belles arts, Tchang Tchong-Jen, amb qui ben aviat va establir una forta amistat i li va explicar la història, la cultura i l'art de la Xina. Hergé va aprofitar per denunciar a El lotus blau l'ocupació a què estava sotmès el país oriental per part de l'Imperi Japonès i la corrupció que estava patint, tot afegint missatges antiimperialistes.
El personatge, a més, esdevé clau a Tintín al Tibet, on el reporter, convençut que el seu amic ha sobreviscut a un l'accident d'avió a l'Himàlaia, va a buscar-lo arriscant la seva vida i la del seu company, el capità Haddock.